# Herschel Baltimore
Herschel David "Herk" Baltimore (New Castle; 21 de junio de 1921 - Los Angeles, California; 1 de enero de 1968) fue un jugador de baloncesto estadounidense que disputó una temporada en la BAA, además de jugar en la ABL. Con 1,93 metros de estatura, jugaba en la posición de alero.

## Trayectoria deportiva

### Universidad
Jugó durante su etapa universitaria con los Nittany Lions de la Universidad Estatal de Pensilvania, convirtiéndose junto con John Barr en los primeros jugadores salidos de dicha institución en jugar en la BAA o la NBA. En 1942 fue incluido en el mejor quinteto del Estado de Pensilvania.

### Profesional
Tras participar en la Segunda Guerra Mundial y recibir la Estrella de Bronce, en 1946 fichó por los St. Louis Bombers de la BAA, donde jugó una temporada, en la que promedió 2,4 puntos por partido. Al año siguiente fichó por los Wilkes-Barre Barons de la ABL, donde jugó tres temporadas, promediando en la mejor de ellas 8,5 puntos por partido, y consiguiendo dos títulos de campeón, en 1948 y 1949.

#### Estadísticas en la BAA

##### Temporada regular
| Temporada | Edad | Equipo            | Liga | Pos. | P  | TIT | MIN | TC  | TCA | %TC  | 3P | 3PA | %3P | TL  | TLA | %TL  | R.OF. | R.DEF. | REB | ASIS | ROB | TAP | PER | FP  | PTS |
| 1946-47   | 25   | St. Louis Bombers | BAA  |      | 58 |     |     | 0.9 | 4.5 | .202 |    |     |     | 0.6 | 1.2 | .464 |       |        |     | 0.3  |     |     |     | 1.7 | 2.4 |
| Total     |      |                   | BAA  |      | 58 |     |     | 0.9 | 4.5 | .202 |    |     |     | 0.6 | 1.2 | .464 |       |        |     | 0.3  |     |     |     | 1.7 | 2.4 |

##### Playoffs
| Temporada | Edad | Equipo            | Liga | Pos. | P | TIT | MIN | TC  | TCA | %TC  | 3P | 3PA | %3P | TL  | TLA | %TL  | R.OF. | R.DEF. | REB | ASIS | ROB | TAP | PER | FP  | PTS |
| 1946-47   | 25   | St. Louis Bombers | BAA  |      | 3 |     |     | 0.7 | 3.3 | .200 |    |     |     | 0.0 | 0.3 | .000 |       |        |     | 0.0  |     |     |     | 1.0 | 1.3 |
| Total     |      |                   | BAA  |      | 3 |     |     | 0.7 | 3.3 | .200 |    |     |     | 0.0 | 0.3 | .000 |       |        |     | 0.0  |     |     |     | 1.0 | 1.3 |